# 312 a.C.

## Eventos
- 117a olimpíada: Parmênides de Mitilene, vencedor do estádio.[1]
- Continua a Segunda Guerra Samnita
- Públio Décio Mus e Marco Valério Máximo Corrino, cônsules romanos.
- Caio Sulpício Longo é nomeado ditador e escolheu Caio Júnio Bubulco Bruto como seu mestre da cavalaria.